# Ruta Estatal de Nevada 169
Nevada State Route 169 (Ruta Estatal de Nevada 169 en español) es una carretera estatal de Nevada, EUA. Conecta el Área Nacional de Recreo del Lago Mead, las comunidades de Overton, Logandale y el resto del Valle Moapa con la Interestatal 15.  Aunque no forma parte de la propia SR-169, la Nevada State Byways la conecta con el Valley of Fire Highway y la White Domes Road en el Valley of Fire State Park.
La ruta estatal 169 es la antigua Ruta 12.